# Keiko Yamada
KEIKO (18 de agosto de 1972) é a vocalista principal da banda globe. E desde 2001 ela vem fazendo trabalhos solo paralelos, começando pelo single "a song is born" em colaboração com Ayumi Hamasaki, uma grande fã sua. No final de 2003, KEIKO lançou seu primeiro álbum chamado "KCO". Atualmente ela está casada com Tetsuya Komuro, seu companheiro de banda.

## Discografia
- "a song is born" (com Ayumi Hamasaki) (2001) (#1 no Japão)
- "be true" (com Cyber X) (2003) (#18 no Japão)
- "KCO" (2003) (#8 no Japão)
- "Haru no yuki" (2008)
- O-CRAZY LUV (30 de abril de 2008)